# Казанцев, Алексей Николаевич
Алексе́й Никола́евич Каза́нцев (11 декабря 1945, Москва — 5 сентября 2007, Бургас) — русский драматург, театральный режиссёр.

## Биография
Алексей Николаевич Казанцев родился 11 декабря 1945 года в Москве в семье профессора юридического факультета МГУ Николая Дмитриевича Казанцева.
После окончания школы учился на филологическом факультете МГУ. В 1967 году А. Н. Казанцев окончил Драматическую студию при Центральном детском театре (ЦДТ). Играл на сцене ЦДТ. Одновременно начал заниматься режиссурой. Им были поставлены учебные спектакли «Смерть Тарелкина» А. В. Сухово-Кобылина и «Преступление и наказание» по Ф. М. Достоевскому.
А. Н. Казанцев окончил Ленинградский государственный институт театра, музыки и кинематографии (ЛГИТМиК), мастерская Г. А. Товстоногова, а в 1975 году, — режиссёрское отделение Школы-студии при МХАТ, курс О. Н. Ефремова.
Заметными режиссёрскими работами А. Н. Казанцева стали спектакли «Земляничная поляна» по И. Бергману, «Гнездо глухаря» В. С. Розова, поставленные в Рижском театре русской драмы (1978 и 1979 год), а также спектакль о Льве Толстом «Если буду жив» (пьеса С. Б. Коковкина) в Московском театре им. Моссовета.
Первой известной пьесой А. Н. Казанцева принято считать «Антон и другие», написанную в 1975 году и поставленную в 1981 году режиссёром А. В. Бородиным в ЦДТ.
Ошеломительный успех пьесы «Старый дом» (1976 год), поставленной режиссёром Виталием Ланским в Новом драматическом театре в Москве (в 1978 году), принес Алексею Николаевичу широчайшую известность как современному русскому драматургу. А. Н. Казанцев становится участником драматургической студии А. Н. Арбузова. Пьеса «Старый дом» была поставлена более чем в 70 театрах страны, и не сходит со сцены до настоящего времени.
Пьеса А. Н. Казанцева «С весной я вернусь к тебе…» (по письмам Н. А. Островского и по роману «Как закалялась сталь») была написана в 1977 году. Именно с постановки в 1978 году этой пьесы режиссёром Валерием Фокиным начал свою жизнь театр О. П. Табакова («Табакерка»). А спустя ещё год пьеса была поставлена в Рижском Театре юного зрителя самим Алексеем Николаевичем.
В конце 70-х годов творчество А. Н. Казанцева стало подвергаться цензурным гонениям, которые резко усилились после постановки в 1982 году в Театре им. Маяковского пьесы «…И порвется серебряный шнур» (режиссёр Евгений Лазарев). Пьеса была запрещена для постановки в других театрах страны.
Пьеса-притча «Великий Будда, помоги им!» была написана в 1984 года и через четыре года поставлена Михаилом Али-Хусейном в московских «Творческих мастерских». Действие пьесы разворачивается в условной азиатской стране — антиутопия, написанная для театра.
А. Н. Казанцев совместно с М. М. Рощиным в 1993 году основал журнал «Драматург», ставший за годы своего существования (до 1998 года) авторитетным изданием по современной русской драматургии как в России, так и за рубежом.
Начиная с 1998 года А. Н. Казанцев и М. М. Рощин становятся художественными руководителем основанного ими «Центра драматургии и режиссуры» (ЦДР). За создание Центра Алексею Николаевичу Казанцеву были присуждены престижные театральные премии: премия имени К. С. Станиславского, премия «Чайка», премия города Москвы, в 2002 года он был награждён грантом Президента России.
Последний замысел Алексея Казанцева был осуществлен уже после смерти режиссёра. Постановку пьесы Г. Ибсена «Пер Гюнт» на сцене Центра драматургии и режиссуры воплотила его жена — современный русский художник и сценограф Наталия Вячеславовна Сомова, для которой этот спектакль стал режиссёрским дебютом.
А. Н. Казанцев принадлежал к так называемой «новой волне в драматургии», к которой принято относить таких характерных авторов, как В. И. Славкин, Л. С. Петрушевская, Л. Н. Разумовская, Н. Н. Садур, А. М. Галин, В. К. Арро и других.
Алексей Николаевич Казанцев скоропостижно скончался 5 сентября 2007 года в Бургасе (Болгария), где готовил гастроли Центра драматургии и режиссуры. Похоронен в Москве, на Пятницком кладбище.

## Премии
- Международная премия имени К. С. Станиславского
- Премия «Чайка»
- Премия города Москвы

Все премии были присуждены за создание Центра драматургии и режиссуры.

## Пьесы
- «Антон и другие» (1975)
- «Старый дом» (1976)
- «…С весной я вернусь к тебе» (1977)
- «…И порвется серебряный шнур» (1979)
- «Великий Будда, помоги им!» (1984)
- «Сны Евгении» (1988)
- «Тот этот свет» (1992)
- «Бегущие странники» (1996)
- «Братья и Лиза» (1998)
- «Кремль, иди ко мне!» (2001)

## Постановки
- «Смерть Тарелкина» — учебный спектакль. Драматическая студия при Центральном детском театре.
- «Преступление и наказание» — учебный спектакль. Драматическая студия при Центральном детском театре.
- «Земляничная поляна». Рижский театр русской драмы (1978)
- «Гнездо глухаря». Рижский театр русской драмы (1979)
- «…С весною я вернусь к тебе». Рижский Театр юного зрителя (1979)
- «Если буду жив». Московский театре им. Моссовета (1980)
- «Смерть Тарелкина». Центр драматургии и режиссуры (2005)